# Janet et Anne Grahame Johnstone
Pour les articles homonymes, voir Johnstone.
Janet Grahame Johnstone, née le 1er juin 1928 et morte le 20 janvier 1979, et Anne Grahame Johnstone, née le 1er juin 1928 et morte le 25 mai 1998, sont des sœurs jumelles et illustratrices britanniques de livres pour enfants, connues pour leur œuvre abondante et pour avoir illustré la première édition du roman Les 101 Dalmatiens écrit par Dodie Smith.

## Jeunesse
Les deux sœurs naissent le 1er juin 1928 à Londres, du mariage de la célèbre portraitiste et créatrice de costumes britannique Doris Zinkeisen et de son époux, le capitaine Edward Grahame Johnstone. Pendant la Seconde Guerre mondiale, la famille est obligée de fuir la capitale bombardée par les Allemands mais revient après la fin du conflit. Les sœurs Johnstone fréquentent alors l’école Heathfield à Ascot, dans le Berkshire. Elles étudient par la suite à la Saint Martin's School of Art de Londres, où elles approfondissent leur maîtrise dans la représentation des costumes.
En 1966, elles quittent la capitale britannique en compagnie de leur mère pour s’établir à Badingham dans le Suffolk, dans une résidence appelée The White House (« la Maison Blanche »). Elles y vivent entourées de leurs nombreux animaux de compagnie, qui constituent une véritable source d'inspiration pour les deux sœurs. Passionnées par les chevaux, elles effectuent souvent des balades en carriole dans la campagne environnante ; après la mort de Janet, Anne participe même à des compétitions hippiques et remporte plusieurs prix.
Les sœurs Johnstone ne se sont jamais mariées et ont vécu avec leur mère jusqu’à la mort de Janet en 1979 et de Doris en 1991.

## Illustratrices de livres pour enfants

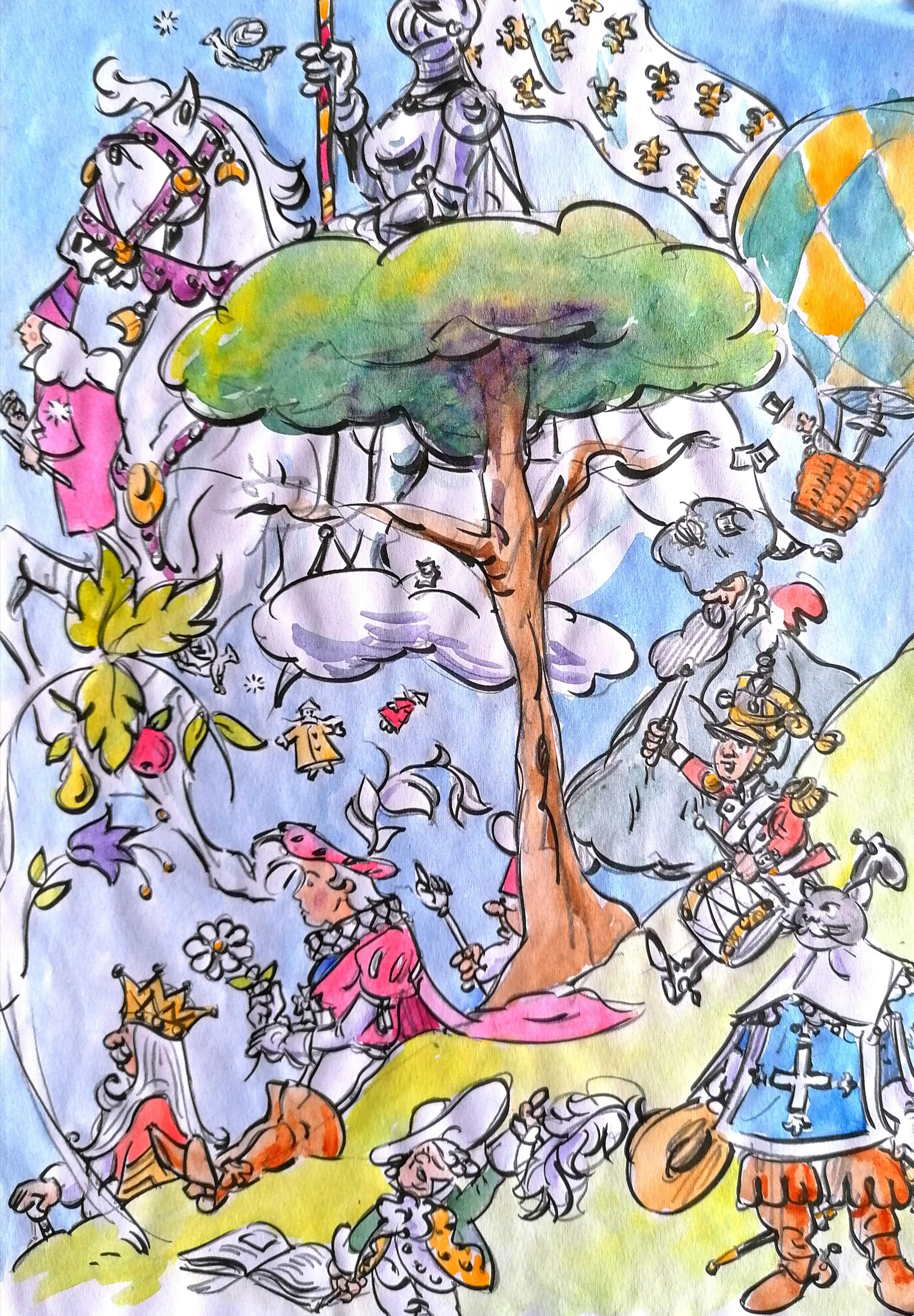
Les dimensions féerique et enfantine sont indissociables de l'œuvre des sœurs Johnstone ; pour leur biographe Philip Kelleway, il est important, pour comprendre le travail créatif des deux jumelles à destination des plus jeunes, de souligner leur capacité à voir le monde à travers des yeux d'enfants.

La popularité des sœurs Johnstone prend son envol au début des années 1950. Elles sont en effet remarquées par des éditeurs et se font connaître comme des illustratrices talentueuses. Chacune de leurs images est le fruit d’une collaboration commune, et les deux sœurs multiplient les esquisses jusqu'à être satisfaites du résultat final. Janet se spécialise dans les animaux alors qu’Anne travaille essentiellement sur les costumes, très présents dans leur œuvre. Cette relation très fusionnelle fait qu'aucune des deux sœurs ne publie d’ouvrage à titre particulier, jusqu'à la mort de Janet en 1979.
Le premier livre important sur lequel ont travaillé les sœurs Johnstone est Les 101 Dalmatiens de Dodie Smith, une romancière et dramaturge à la réputation déjà bien établie. En 1956, cette dernière propose aux deux sœurs d’illustrer ce premier livre pour enfants dont le succès est immédiat, aussi bien auprès des enfants que des parents, et qui est adapté en dessin animé par Walt Disney. Pour ce travail, les sœurs Johnstone perçoivent la modique somme de 100 £, à comparer avec les 66 millions de dollars engrangés par les studios Disney.
Les sœurs Johnstone poursuivent ensuite leur collaboration avec Dodie Smith, réalisant les illustrations de The Starlight Barking (1967) et The Midnight Kittens (1978). Cette coopération professionnelle se transforme en amitié durable, jusqu’à la mort de Smith en novembre 1990.
Même si cela ne constitue pas le point le plus emblématique de leur carrière, les sœurs Johnstone ont, assez tôt, beaucoup travaillé pour la télévision britannique alors que les programmes pour enfants n’en étaient qu’à leurs débuts. Elles ont notamment produit une quantité considérable d’œuvres pour des programmes comme « Tai Lu », « Andy Pandy » ou « The Flower Pot Men », très populaires auprès de la jeunesse britannique dans les années 1950 et 1960.
Tout au long de leur carrière commune, les deux sœurs ont illustré plus d’une centaine d’ouvrages selon le décompte de Philip Kelleway ; Betty et Anthony Reid recensent pour leur part 201 livres, pour un total de plus de 5 000 illustrations. Parmi leurs travaux les plus importants figurent des contes célèbres écrits par Hans Christian Andersen, les frères Grimm, J. M. Barrie et Charles Kingsley, des récits bibliques, l’Histoire des Grecs et des Troyens de Roger Lancelyn Green ainsi que de nombreux poèmes et de petites histoires plus récentes. Leurs premières illustrations sont destinées à un ouvrage d’Enid Blyton, Contes de la Grèce antique (1951) et à un vieux livre de moral pour enfants allemand, Struwwelpeter (1950). Elles illustrent également la plupart des récits pour enfants de Paul Gallico : The Man who was Magic (1966), Manxmouse (1968), et Miracle in the Wilderness (1975). En 1976, elles fournissent une grande quantité de travail pour un projet de parc à thème au Danemark, baptisé « Le Monde d'Andersen » et centré sur l'œuvre du célèbre conteur danois. Cependant, pour des raisons financières, le projet n'a jamais vu le jour,.
Une grande partie de leur travail est par ailleurs consacrée à la réalisation de cartes de Noël et à l’illustration de livres-cadeaux grand format aux couleurs très vives, édités le plus souvent par Dean. Elles ont aussi conçu des logos et des publicités, notamment des étiquettes pour des marques de vin, et contribuent régulièrement aux magazines britanniques pour enfants Robin et Finding Out,. Leur contribution à l’Encyclopædia of Driving, publié en 1974 et consacré à l'équitation, est l'un de leurs rares travaux à ne pas être destinés à la jeunesse. Elles exposent régulièrement leur travail à la galerie Deben de Woodbridge.

## La fin d'une époque

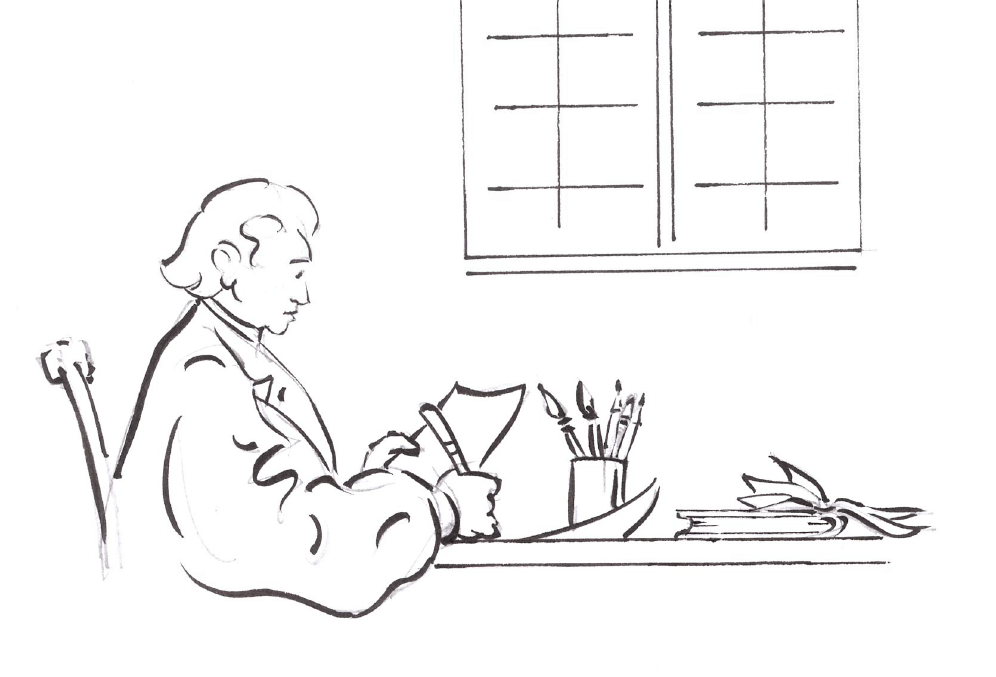
Anne Grahame Johnstone.

Le 20 janvier 1979, Janet meurt intoxiquée à la suite d’un incendie dans la cuisine de la maison. Anne, dévastée, se retrouve seule pour la première fois de sa vie. Celle que son frère Murray a décrit avec sa sœur comme formant une personne et demi plutôt que deux personnes distinctes doit assumer au pied levé toutes les tâches jusque là gérées conjointement avec Janet et honorer leurs nombreuses commandes. Elle apprend à dessiner et à peindre les animaux, en particulier les chevaux, spécialité de sa sœur, à un tel niveau de maîtrise qu’elle est nommée membre de la Société des artistes équestres en mai 1988.
Anne continue par ailleurs de réaliser, sous son nom propre, un certain nombre d’illustrations remarquables. Elle illustre deux livres sur le Père Noël (1979) ainsi que deux livres de contes célèbres, Peter Pan et The Water-Babies, publiés à la fin des années 1980 chez Award Publications, et exécute des dessins pour des puzzles de Noël commercialisés par le fabricant de jouets britannique Waddingtons. Au fil du temps, elle devient une experte dans les tenues militaires du XIXe siècle et s’adonne, via le College of Arms, à l’héraldisme.
Anne Grahame Johnstone meurt d’un cancer du foie le 25 mai 1998 dans sa résidence de Badingham, à l’âge de 69 ans. Elle et sa sœur sont enterrées en l'église Saint Jean-Baptiste de Badingham.

## Style
Selon le journaliste Nicholas Tucker, « les plus de cent ouvrages illustrés par Anne et sa sœur jumelle Janet sont marqués par une grande diversité stylistique. Leurs dessins au trait, en particulier, révèlent une attention au détail et une sensibilité à l'ambiance qui les placent dans la grande tradition de l'illustration pour livres, depuis Bewick jusqu'à Ernest Shepard et même au-delà ». Pour Betty et Anthony Reid, les sœurs Johnstone sont « deux des plus captivants illustrateurs pour la jeunesse de toute l'histoire de la littérature ». Les mêmes auteurs ajoutent :

« Rarement, dans le champ de l'illustration de livres pour enfants, autant d'exactitude aura été accordée à la recherche, et autant d'attention accordée aux détails, aussi bien dans la précision des costumes de différents pays et de toutes les époques que dans le cadre dans lequel se déroule l'action. »